# Braie (marine)
Pour les articles homonymes, voir Braie.
En termes de marine, une braie (coat en anglais)  est un collier en toile que l'on applique autour d'un percement pratiqué dans le pont au passage du mât (étambrai), du tuyau d'une pompe, d'un mécanisme de gouvernail (jaumière), ou de tout autres éléments traversant le plancher du pont supérieur. 
Cette pièce de toile empêche l'infiltration d'eau de pluie depuis le pont supérieur vers l'entrepont ou dans la cale (le long du mât par exemple).

## Matière utilisée
Ces pièces de toiles était également constitué de simple toile de voile ou de toiles imprégnées de goudron ou de cuir pour améliorer l'étanchéité.